# Mont Fort
Pour les articles ayant des titres homophones, voir Montfort et Monfort.
 (août 2017).
Si vous disposez d'ouvrages ou d'articles de référence ou si vous connaissez des sites web de qualité traitant du thème abordé ici, merci de compléter l'article en donnant les références utiles à sa vérifiabilité et en les liant à la section « Notes et références ».
Le mont Fort est une montagne des Alpes valaisannes, en Suisse. Il culmine à 3 328 mètres.

## Géographie
Le mont Fort est situé à proximité des stations de Nendaz et de Verbier dans le canton suisse du Valais, entre les vallées de Bagnes et Nendaz, au nord de la Rosablanche. Le sommet du mont Fort est à 3 328 mètres d'altitude ; c'est le plus haut sommet au nord du col de Louvie. Administrativement, le mont Fort est situé à cheval entre les communes de Nendaz et de Val de Bagnes.
Plusieurs glaciers entourent cette montagne. Le plus grand d'entre-eux est le glacier de Tortin, sur la face nord-ouest ; le deuxième plus grand est le glacier du Mont-Fort, sur la face nord-est. À l'est du mont Fort se trouve un sommet inférieur appelé « Petit mont Fort », à 3 135 m ; le glacier du Petit-Mont-Fort est entre ces deux sommets. Il n'y a pas de glacier sur le côté sud de la montagne. Un petit lac, le lac du Petit-Mont-Fort, est sur le flanc sud, à 2 644 m.

## Accès, ski
Le sommet du mont Fort est accessible en téléphérique, depuis les hauteurs de Nendaz ou de Verbier. Les téléphériques des deux vallées convergent à une station intermédiaire, à 2 894 m, au nord du col des Gentianes ; de là, le téléphérique Mont-Fort atteint l'altitude de 3 308 mètres. Un escalier taillé dans la roche permet d'atteindre le sommet, qui est surmonté d'une croix. Depuis 2022, une plateforme sécurisée a été installée au sommet du mont Fort.
Le mont Fort, avec le glacier de Tortin, constitue le point culminant du domaine skiable des « 4 Vallées ». Une piste de ski redescend au col des Gentianes, d'où les pistes mènent à Siviez (Nendaz) ou à Verbier.
La ville importante la plus proche est Sion, la capitale du Valais, qui comporte également l'aéroport le plus proche.